# Blue Mountains (Neuseeland)
Die Blue Mountains sind ein kleines, bis zu 1019 m hohes Gebirge in der Region Otago auf der Südinsel von Neuseeland.

## Geographie
Die Blue Mountains befinden sich rund 85 km westlich von Dunedin im südwestlichen Teil der Region Otago. Es trennt den westlich des Gebirges gelegenen, als West Otago bekannte Region von Süd Otago ab. Das Gebirge verläuft vom Clutha River/Mata-Au bei Raes Junction und Beaumont über etwa 36 km in südwestliche Richtung, die maximale Ost-West-Ausdehnung ist etwa 12 km. Es ist größtenteils mit Wäldern aus heimischen und eingeführten Baumarten bewachsen.
Der Pomahaka River fließt an der Westseite des Gebirges entlang und überquert sein südliches Ende Richtung Osten. Die nördliche und westliche Begrenzung bildet der Clutha River/Mata-Au. Das Gebirge wird von Zuflüssen dieser beiden Flüsse, wie dem Rankle Burn und Back Stream (Pomahaka River) und Blackleugh Burn (Clutha) entwässert.
Der New Zealand State Highway 90 führt am nordwestlichen Fuß des Gebirges entlang, ein kurzes Stück des New Zealand State Highway 8 begleitet das Nordende des Gebirges am Clutha River. Von ihm geht in Beaumont die am Westufer des Clutha River/Mata-Au nach Süden führende Rongahere Road ab, die bis Ronaghere führt. Im äußersten Süden führt der New Zealand State Highway 1 ein kurzes Stück am Fuß der südlichen Ausläufer des Gebirges entlang. Das Gebirge ist bis auf eine im Tal des Pomahaka River entlangführende Straße zwischen Pomahaka und Rankleburn kaum durch Straßen erschlossen. Die Tapanui Line führte bis 1978 nach Tapanui und weiter bis Heriot westlich der Blue Mountains.
Orte am Fuß des Gebirges sind im Norden Edievale, Raes Junction und Beaumont, im Osten Rongahere und Rankleburn, im Süden Waipahi, im Westen Pomahaka, Glenkenich, Tapanui, Black Gully und Crookston.